# ایگاتمی
ایگاتمی (انگلیسی: Iguatemi S.A.) شرکت املاک برزیلی است، که در سال ۱۹۷۹ تأسیس شد.